# Графы и герцоги Шартрские
Первоначально герцогство Шартр (фр. Duche de Chartres) было графством со столицей в городе Шартр. Титул графа Шартра был повышен до титула герцога Шартрского в 1528 году. В 1674 году король Франции Людовик XIV пожаловал титул герцога Шартрского своему новорожденному племяннику Филиппу II Орлеанскому (1674—1723). Филипп II был младшим сыном и наследником Филиппа Французского, герцога Орлеанского (1640—1701), младшего брата Людовика XIV.

## Каролингские графы
- 882—886: Гастинг, датский викинг, одержавший победу над королем франков Карломаном II в 879 году, согласился поселиться и получить графство Шартр. Он продал его в 886 году для финансирования экспедиции, в ходе которой он исчез[1].

## Наследственные графы

### Дом Блуа
Северная часть графства Блуа, граничащая с Нормандией, иногда упоминалась как графство Шартр, но графы Блуа, обладавшие ей, не использовали этот отдельный титул. В 1391 году после смерти своего единственного сына Людовика Ги II де Блуа-Шатильон продал графства Блуа и Дюнуа Людовику Валуа, герцогу Орлеанскому.
- 960—975: Тибо I де Блуа († 975), сын турского виконта Тибо Старого, граф Блуа и Шартра, который он захватил в 960 году. Жена: Литгарда, дочь Герберта II де Вермандуа, вдова Вильгельма I, герцога Нормандии.
- 975—995: Эд I де Блуа († 995), граф Шартра и Реймса (982—995), сын предыдущего. Жена: Берта Бургундская (964—1017), дочь Конрада III Тихого, короля Бургундии, и принцессы Матильды Французской, дочери короля Людовика IV.
- 995—1004: Тибо II де Блуа († 1004), граф Блуа, Шартра и Реймса (с 995/996), второй сын предыдущего
- 1004—1023: Эд II де Блуа († 1037), граф Блуа, Шартра, Реймса, де Мо и Труа (с 1004), младший брат предыдущего. 1-я жена: Матильда Нормандская (974—1015), дочь Ричарда I Бесстрашного, герцога Нормандии и Гуннор де Крепон, 2-я жена: Эрменгарда Овернская (ум. 1040), дочь Роберта I Овернского
- 1037—1089: Тибо III де Блуа (1019—1089), граф Блуа, Шартра, Мо и Труа (с 1037), сын Эда II и Эрменгарды д’Оверн. 1-я жена: Герсенда (ок. 1030 — до 1074), дочь Герберта I, графа дю Мэн, 2-я жена: Аделаида де Валуа (1045—1093/1100), графиня де Бар-сюр-Об, дочь Рауля, графа де Валуа и Аделы (Аэлис), графини де Бар-сюр-Об.
- 1089—1102: Этьен II де Блуа (1045—1102), граф Блуа, Шартра и Мо (с 1089), сын Тибо III и Герсенды Мэнской. Жена: Адель Нормандская (ок. 1062—1137), дочь короля Англии и герцога Нормандии Вильгельма Завоевателя.
- 1102—1151: Тибо II, граф Шампани (1093—1152), граф Блуа, Шартра и Мо (с 1102), а затем граф Шампани (с 1125), второй сын предыдущего. Жена: Матильда Каринтийская (1108—1160), дочь Энгельберта II фон Спонхейм, герцога Каринтии и Юты фон Пассау
- 1151—1191: Тибо V де Блуа (1130—1191), граф Блуа и Шартра (с 1152), второй сын предыдущего. 1-я жена: Сибилла де Шато-Ренар (ум. до 1164), 2-я жена: Аликс Французская (1150—1195), дочь Людовика VII, короля Франции и Алиенор Аквитанской.
- 1191—1205: Людовик де Блуа (1171/1172 — 1205), граф Блуа и Шартра (с 1191), сын предыдущего и Аликс де Франс. Он женился на Кэтрин, графине Клермон-ан-Бовивиз.
- 1205—1218: Тибо VI де Блуа († 1218), граф Блуа, Клермона и Шартра с 1205 года, сын предыдущего. Первая жена (1213) — Матильда, дочь графа Роберта Алансонского и Жанны де Прёйли. Вторая жена — Клеменция (ум. 1259), дочь сенешаля Анжу Гильома де Рош и дамы Маргариты де Сабле.
- 1218—1248: Изабелла († 1248), графиня Шартрская и Роморантинская (с 1218), дочь Тибо V де Блуа и Аликс Французской. 1-й муж: Сульпиц III д’Амбуаз (ум. 1218), 2-й муж: Жан II де Монмирал, виконт де Камбре (ум. 1244).

### Дом Амбуаз
- 1248—1256: Матильда († 1256), графиня Шартрская. Дочь графини Изабеллы де Блуа и Сульпица III д’Амбуаза. 1-й муж: Ричард II, виконт де Бомон (ум. 1242), 2-й муж: Жан II де Нель

### Дом Блуа-Шатийон
Тибо V, граф Блуа, женился вторым браком в 1164 году на Аликс Французской и был отцом:
Маргарита де Блуа (ок. 1170—1230), вышла замуж за Готье II д'Авена, сеньора д’Авена, де Гиза и де Конде, мать:
Мария, графиня Блуа († 1241), замужем за Гуго I де Шатильоном (ок .1196 — 1248), графом де Сен-Поль, мать:
- 1256—1280: Жан I де Шатильон, граф Блуа († 1280), граф Шартра с 1270 года, сын предыдущего. Жена: 1254 года Алиса Бретонская (1243—1288), дочь Жана I, герцога Бретани, и Бланки Наваррской.
- 1280—1291: Жанна, графиня де Блуа (ок. 1253/1254 — 1292), дочь предыдущего. Муж: с 1272 года Пьер I Французский (1251 — 6 апреля 1284), граф Алансонский и Першский с 1269 года. В 1286 году Жанна продала графство Шартр королю Франции Филиппу IV Красивому.

## Графские апанажи
См. также: Домен короля Франции

### Валуа
Короли Франции назначали видама Шартра для управления городом и графством. Позднее титул был дан принцам крови.
- Карл Валуа (1270—1325), граф Валуа, Алансонский, Першский, Шартрский, Анжуйский и Мэнский. Младший сын короля Франции Филиппа III Смелого и его первой супруги Изабеллы Арагонской. 1-я жена: Маргарита Анжуйская (1273—1299), графиня Анжуйской и Мэн, дочь Карла II, короля Неаполя, и Марии Венгерской; 2-я жена: Екатерина де Куртене (1274—1307), дочь Филиппа, титулярного императора Латинской империи, и Беатрисы Анжуйской — дочери Карла I Анжуйского; 3-я жена: Матильда де Шатильон (1293—1358), дочь Ги III де Шатильона, графа де Сен-Поля, и Марии Бретонской.
- Жан де Валуа (1302—1310), граф де Шартр, единственный сын Карла Валуа и Екатерины де Куртене
- Людовик де Валуа (1318—1328), граф де Шартр, единственный сын Карла Валуа и Матильды де Шатильон.
- Карл де Валуа-Алансон (1297—1346), граф Алансон и Шартр, второй сын Карла Валуа и Маргариты Анжуйской
- Рене Французская (1510—1575), герцогиня де Шартр, дочь французского короля Людовика XII и Анны Бретонской, вышла замуж за Эрколе II д’Эсте, герцога Феррарского.

## Герцог Шартрский
После его возрождения и возвышения титул герцога Шартрского стал использоваться Орлеанским домом, основанным Филиппом Французским, герцогом Орлеанским из младшей линии династии Бурбонов.

### Валуа-д’Эсте
В 1528 году графство Шартр был возведен в статус герцогства.
- Рене Французская (1510—1575), герцогиня де Шартр, младшая дочь Людовика XII и Анны Бретонской, вышла замуж за Эрколе II д’Эсте (1508—1559), герцога Феррарского (1534—1559).
- Альфонсо II д’Эсте (1533—1597), герцог Феррары, Модены и Реджио (1559—1597), старший сын предыдущих.

### Бурбоны
- 1626—1660: Гастон, герцог Орлеанский (1608—1660), младший (третий) сын короля Франции Генриха IV Бурбона и Марии Медичи.
- 1660—1674: Филипп I Орлеанский (1640—1701), второй сын короля Людовика XIII Французского и Анны Австрийской, младший брат Людовика XIV Французского.

### Орлеанский дом
С 1674 по 1910 год титул «Герцог Шартрский» носил старший сын герцога Орлеанского.
- 1674—1701: Филипп II, герцог Орлеанский (1674—1723) младший сын предыдущего от второго брака с Елизаветой Шарлотой Пфальцской
- 1703—1723: Людовик IV, герцог Орлеанский (1703—1752), единственный сын предыдущего и Франсуазы-Марии де Бурбон
- 1725—1752: Луи Филипп I, герцог Орлеанский (1725—1785) единственный сын предыдущего и Августы Баден-Баденской
- 1752—1785: Луи Филипп II, герцог Орлеанский (1747—1793), единственный сын предыдущего и Луизы Генриетты де Бурбон, отказывается от своего титула в 1792 году и берет имя «Филипп Эгалите»
- 1785—1793: Луи Филипп III, герцог Орлеанский (1773—1850) старший сын предыдущего и Марии-Аделаиды де Бурбон. Король французов под именем Луи-Филиппа I в 1830—1848 годах.
- 1810—1830: Фердинанд-Филипп, герцог Орлеанский (1810—1842) старший сын предыдущего и Марии Амалии Бурбон-Сицилийской.

### После 1848 года
- Роберт, герцог Шартрский (1840—1910), второй сын принца Фердинанда Филиппа, герцога Орлеанского, и Елены Мекленбург-Шверинской, младший брат графа Парижского.

В настоящее время титул считается титулом учтивости.
- Евангелина Вивиана Евгения, герцогиня де Монпансье, герцогиня Неверская и Шартрская (род. 1974), старшая дочь Луи-Фердинанда, герцога Ангулемского (род. 1942), и Анриетты Савойской-Кариньянской (род. 1944).